# Antiche unità di misura del circondario di Pavullo nel Frignano
Sono qui riportate le conversioni tra le antiche unità di misura in uso nel circondario di Pavullo nel Frignano e il sistema metrico decimale, così come stabilite ufficialmente nel 1877.
Nonostante l'apparente precisione nelle tavole, in molti casi è necessario considerare che i campioni utilizzati (anche per le tavole di epoca napoleonica) erano di fattura approssimativa o discordanti tra loro.

## Misure di lunghezza
| Comuni                                             | Denominazione        | Valore    | Unità |
| -------------------------------------------------- | -------------------- | --------- | ----- |
| Tutti i comuni meno i seguenti                     | Braccio da tela      | 0,695700  | m     |
| Tutti i comuni meno i seguenti                     | Braccio mercantile   | 0,639500  | m     |
| Tutti i comuni meno i seguenti                     | Braccio agrimensorio | 0,5230481 | m     |
| Guiglia, Monfestino, Prignano sulla Secchia, Zocca | Braccio mercantile   | 0,633153  | m     |

Il braccio da tela di Pavullo, quello mercantile detto di misura bassa pure di Pavullo, il braccio agrimensorio e quello mercantile di Modena si dividono tutti in 12 once, l'oncia in 12 punti.
Il braccio mercantile di Pavullo si divide pure in metà, terzi, quarti.
Nel comune di Zocca il braccio mercantile si divide anche in 20 once.

## Misure di superficie
| Comuni                         | Denominazione    | Valore  | Unità |
| ------------------------------ | ---------------- | ------- | ----- |
| Tutti i comuni meno Frassinoro | Biolca di Modena | 2836,47 | m²    |
| Frassinoro                     | Biolca           | 2832,47 | m²    |

La biolca si divide in 72 Tavole.

## Misure di volume
| Comuni                         | Denominazione          | Valore   | Unità |
| ------------------------------ | ---------------------- | -------- | ----- |
| Tutti i comuni meno i seguenti | Braccio cubo di Modena | 143,095  | L     |
| Fanano, Fiumalbo, Frassinoro   | Canna                  | 2289,520 | L     |

Il braccio cubo è di 1728 once cube.
La canna di Panano è di 16 braccia fabbrili cube.

## Misure di capacità per gli aridi
| Comuni             | Denominazione    | Valore   | Unità |
| ------------------ | ---------------- | -------- | ----- |
| Tutti i comuni     | Sacco di Modena  | 126,5004 | L     |
| Finale nell'Emilia | Sacco di Ferrara | 124,3717 | L     |

Il sacco di Modena si divide in 2 staia, lo staio in 8 quarte.
Il municipio di Fanano indica pure d'uso locale un sacco eguale a litri 124,8.
Il municipio di Frassinoro indica d'uso locale un sacco eguale a litri 116,36.
I municipi di Montefiorino e di Palugano indicano d'uso locale un sacco di litri 141,6.
Nel comune di Montese i cereali si vendono a peso.

## Misure di capacità per i liquidi
| Comuni         | Denominazione      | Valore   | Unità |
| -------------- | ------------------ | -------- | ----- |
| Tutti i comuni | Quartaro di Modena | 101,8117 | L     |

Il quartaro di Modena si divide in 90 boccali.
Il comune di Fanano indica come di uso locale un quartaro uguale a litri 109,44.
Il comune di Frassinoro indica d'uso locale un quartaro eguale a litri 109,00.
I comuni di Montefiorino e di Palugano indicano d'uso locale un quartaro uguale a litri 112,1.
Il comune di Zocca indica d'uso locale un boccale eguale a litri 1,131.
Nel comune di Montese i liquidi si vendono a peso.

## Pesi
| Comuni                            | Denominazione     | Valore  | Unità |
| --------------------------------- | ----------------- | ------- | ----- |
| Tutti i comuni eccetto i seguenti | Libbra di Bologna | 361,851 | g     |
| Monfestino, Prignano              | Libbra di Modena  | 340,457 | g     |

La libbra di Bologna si divide in 12 once, l'oncia in 8 ottavi, l'ottavo in 20 carati, il carato in 4 grani.
La libbra di Modena si divide in 12 once, l'oncia in 16 ferlini.
Il municipio di Fanano indica come di uso locale una libbra eguale a grammi 358,209.
Il municipio di Frassinoro indica d'uso locale una Libbra di Grammi 290.
I municipi di Montefiorino e Palugano indicano come d'uso locale una libbra uguale a grammi 360.
Il municipio di Montese indica d'uso locale una libbra di grammi 361,8.